# Lãnh thổ Tây Nam
Lãnh thổ phía nam Sông Ohio (tiếng Anh: Territory South of the River Ohio), hay thường được biết với tên gọi Lãnh thổ Tây Nam (Southwest Territory), từng là một lãnh thổ hợp nhất có tổ chức của Hoa Kỳ, tồn tại từ ngày 26 tháng 5 năm 1790 cho đến ngày 1 tháng 6 năm 1796 khi nó được phép gia nhập liên bang để trở thành tiểu bang Tennessee. Lãnh thổ Tây Nam được thành lập bởi Sắc lệnh Tây Nam từ đất đai của Địa khu Washington mà trước đó Bắc Carolina nhượng lại cho chính phủ liên bang Hoa Kỳ. Thống đốc duy nhất của lãnh thổ là William Blount.
Việc thành lập Lãnh thổ Tây Nam là bước tiếp theo của một loạt các nỗ lực của các cư dân liên vùng Appalachia thuộc tiểu bang Bắc Carolina, tìm cách thành lập một thực thể chính trị riêng biệt. Ban đầu họ lập Hội Watauga (1772–1776) và sau đó là thành lập tiểu bang Franklin (1784–1789) nhưng thất bại. Bắc Carolina nhượng lại khu vực đất đai này vào tháng 4 năm 1790 như tiền đóng góp cho chính phủ liên bang mới thành lập. Cư dân lãnh thổ này hoan nghênh việc nhượng đất này vì tin tưởng chính phủ liên bang sẽ che chở họ tốt hơn chống lại sự thù địch của người bản địa Mỹ. Tuy nhiên, chính phủ liên bang không mấy quan tâm đến lãnh thổ này, khiến cho dân cư ngụ trong lãnh thổ mong muốn lãnh thổ hoàn toàn trở thành một tiểu bang.

## Bối cảnh
Trong suốt thời thuộc địa, khu vực đất mà sau này trở thành Lãnh thổ Tây Nam từng là một phần đất có chứng từ của tỉnh Bắc Carolina. Dãy núi Blue Ridge nổi lên dọc theo ranh giới Tennessee-Bắc Carolina hiện tại là lý do làm cho Bắc Carolina không còn bất cứ quan tâm nào nữa đối với khu vực lãnh thổ bị tách biệt này. Ban đầu, việc giao thương mua bán, quan tâm chính trị và các khu định cư phần lớn đến từ Virginia và Nam Carolina. Tuy nhiên người tị nạn Chiến tranh Regulation từ Bắc Carolina kéo đến vào đầu thập niên 1770.
Hội Watauga là một chính quyền bán-tự trị được thành lập vào năm 1772 bởi những người định cư biên cương. Họ sống dọc theo sông Watauga tại nơi ngày nay là Elizabethton, Tennessee. Thuộc địa được thành lập trên vùng đất của người bản địa Cherokee làm chủ. Tại đây, những người định cư Watauga và Nolichucky thương thuyết hợp đồng thuê mướn đất 10 năm trực tiếp với người bản địa. Đồn Watauga được lập trên sông Watauga ở Sycamore Shoals như một trung tâm trao đổi thương mại cho các khu định cư.
Tháng 3 năm 1775, nhà đầu cơ đất và là quan tòa của Bắc Carolina tên Richard Henderson họp với hơn 1.200 người bản địa Cherokee ở Sycamore Shoals. Tại cuộc họp có các lãnh tụ người bản địa Cherokee như Attacullaculla, Oconostota, và Dragging Canoe. Cuộc họp kết thúc với "Hiệp định Sycamore Shoals" theo đó Henderson mua toàn bộ đất đai của người bản địa Cherokee ở phía nam sông Ohio, đất đai nằm giữa sông Cumberland, Dãy núi Cumberland và sông Kentucky. Vùng đất này bao trùm khoảng 20 triệu mẫu Anh (80.000 km²) và được biết với tên gọi Cấu địa Transylvania. Cuộc mua bán của Henderson được xét thấy là phạm luật Bắc Carolina và Virginia cũng như Tuyên cáo Hoàng gia năm 1763 nghiêm cấm cá nhân mua đất của người bản địa Mỹ.
Cả Bắc Carolina và Virginia xem các khu định cư liên-Appalachia là bất hợp pháp, và từ chối sáp nhập chúng. Tuy nhiên, vào lúc bùng nổ Chiến tranh Cách mạng Mỹ năm 1776, những người định cư ủng hộ cuộc cách mạng đã tự tổ chức họ thành "Địa khu Washington" và thành lập một ủy ban an toàn để cai quản địa khu.  Vào tháng 7 năm 1776, Dragging Canoe và các phần tử thuộc người bản địa Cherokee chống đối thương vụ Transylvania liên minh với người Anh và mở một cuộc xâm nhập vào các khu định cư Watauga, tiến công Đồn Watauga (nay là Elizabethton) và Trạm Eaton gần Kingsport ngày nay. Sau khi ngăn cản được các cuộc tấn công, Bắc Carolina đồng ý sáp nhập các khu định cư thành Địa khu Washington.
Tháng 9 năm 1780, một nhóm lớn người định cư liên-Appalachia, do William Campbell, John Sevier và Isaac Shelby lãnh đạo, tập hợp tại Sycamore Shoals để đối phó với mối đe dọa của người Anh tấn công các khu định cư biên cương.  Người định cư hành quân qua các ngọn núi đến Nam Carolina là nơi họ đụng độ và đánh bại một lực lượng trung thành với người Anh do Patrick Ferguson lãnh đạo trong Trận Kings Mountain.  Người định cư cũng tham gia vào Trận Musgrove Mill và Trận Cowpens.
Năm 1784, Bắc Carolina nhượng quyền kiểm soát các khu định cư Overmountain sau một cuộc biểu quyết nổi lửa. Vụ nhượng đất này sau đó bị hủy bỏ cũng vào năm đó nhưng không xảy ra trước khi một số người định cư tổ chức tiểu bang Franklin. John Sevier được nêu tên làm thống đốc và khu vực bắt đầu hoạt động như một tiểu bang độc lập, không được Quốc hội Hợp bang công nhận. Nhiều người định cư Overmountain, do John Tipton lãnh đạo, vẫn trung thành với Bắc Carolina, và thường xuyên cãi nhau với những người ly khai. Sau khi Tipton đánh bại Sevier trong "Trận Franklin" vào đầu năm 1788, phong trào Tiểu bang Franklin lắng dần. Những người chủ trương thành lập tiểu bang Franklin đồng ý tái sáp nhập vào Bắc Carolina vào đầu năm 1789.

## Thành lập lãnh thổ
Bắc Carolina phê chuẩn Hiến pháp Hoa Kỳ (Hiến pháp Hoa Kỳ được cả 13 tiểu bang đầu tiên của Hoa Kỳ phê chuẩn) ngày 23 tháng 11 năm 1789. Ngày 22 tháng 12, lập pháp tiểu bang biểu quyết cắt nhượng các khu định cư Overmountain như tiền đóng góp cho chính phủ liên bang mới thành lập.  Quốc hội Hoa Kỳ chấp thuận nhượng địa này trong phiên họp đầu tiên của mình vào ngày 2 tháng 4 năm 1790. Ngày 26 tháng 5 năm 1790, Quốc hội thông qua một đạo luật nhằm tổ chức nhượng địa mới này với tên gọi "Lãnh thổ của Hoa Kỳ ở phía nam Sông Ohio". Nó là phần đất của tiểu bang Tennessee hiện nay, trừ một chút ít thay đổi nhỏ về ranh giới sau này.  Tuy nhiên, phần lớn lãnh thổ mới nằm trong tầm kiểm soát của người bản địa Mỹ. Chính quyền lãnh thổ ban đầu chỉ trông coi hai khu vực không kết nối nhau — Địa khu Washington là đông bắc Tennessee ngày nay và Địa khu Mero nằm quanh khu vực Nashville ngày nay.  Đạo luật cũng hợp nhất chức vụ thống đốc lãnh thổ với chức vụ giám sát Bản địa vụ (trông coi về các vấn đề có liên quan đến người bản địa Mỹ)
Lãnh thổ mới được cai quản dựa theo cùng các điều khoản thuộc Sắc lệnh Tây Bắc, một đạo luật năm 1787 được thông qua để thành lập Lãnh thổ Tây Bắc ở phía bắc Sông Ohio. Tuy nhiên điều khoản của sắc lệnh cấm chế độ nô lệ thì không được áp dụng đối với Lãnh thổ Tây Nam. Ngoài pháp quyền, sắc lệnh còn vạch ra các bước để một lãnh thổ có thể tiến hành để được phép gia nhập liên bang. Bước thứ nhất gồm có việc tổ chức chính quyền lãnh thổ. Bước tiếp theo chỉ có thể xảy ra khi lãnh thổ có ít nhất 5.000 người trưởng thành phái nam để tổ chức hội đồng lập pháp lãnh thổ. Bước cuối cùng là khi lãnh thổ có dân số ít nhất là 60.000 để viết một hiến pháp tiểu bang và bầu một chính quyền tiểu bang. Đến lúc đó thì một lãnh thổ mới có thể được phép gia nhập liên bang để trở thành một tiểu bang.
Ngày 8 tháng 6 năm 1790, tổng thống George Washington chọn Blount làm thống đốc lãnh thổ mới.  Ông cũng bổ nhiệm Daniel Smith (1748–1818) làm trưởng lãnh thổ vụ, và đề cử hai trong số ba quan tòa của lãnh thổ là John McNairy và David Campbell (Joseph Anderson về sau được chọn làm quan tòa thứ ba). John Sevier được bổ nhiệm chuẩn tướng địa phương quân Địa khu Washington, và James Roberston là chuẩn tướng địa phương quân Địa khu Mero.
Tháng 9 năm 1790, Blount viếng thăm Washington tại Mount Vernon, và được thẩm phán trưởng Tối cao Pháp viện Hoa Kỳ James Iredell làm lễ tuyên thệ nhậm chức.  Lúc đó ông di chuyển đến lãnh thổ mới và lập thủ phủ tạm thời cho lãnh thổ tại Rocky Mount. Ông tuyển mộ nhà xuất bản ở Bắc Carolina là George Roulstone để lập tờ báo Knoxville Gazette.  Ông dành phần nhiều thời gian của tháng 10 và 11 để bổ nhiệm các chức vụ địa phương quân và hành chính cấp thấp. Tháng 12, ông làm một cuộc hành trình nguy hiểm ngang qua lãnh thổ của người bản địa Mỹ để đến Địa khu Mero là nơi ông tiếp tục bổ nhiệm thêm các chức vụ trước khi quay trở về Rocky Mount vào cuối năm.
Blount lúc đầu muốn thủ phủ vĩnh viễn của lãnh thổ đặt tại nơi hợp lưu của sông Clinch và sông Tennessee (trong nội thị của thành phố Kingston bây giờ) nhưng không thể thuyết phục người bản địa Cherokee từ bỏ chủ quyền đối với khu vực đất này. Vì thế ông chọn Đồn James White, một tiền đồn nằm xa phía trên thượng nguồn của sông Tennessee.  Năm 1791, con rể của James White là Charles McClung đặt đá khánh thành thành phố mới và các lô đất được bán vào tháng 10 năm đó. Blount đặt tên thành phố mới là "Knoxville" theo tên thượng cấp của ông trong Bộ Chiến tranh Hoa Kỳ là bộ trưởng Henry Knox.

## Sự thù địch của người bản địa Mỹ

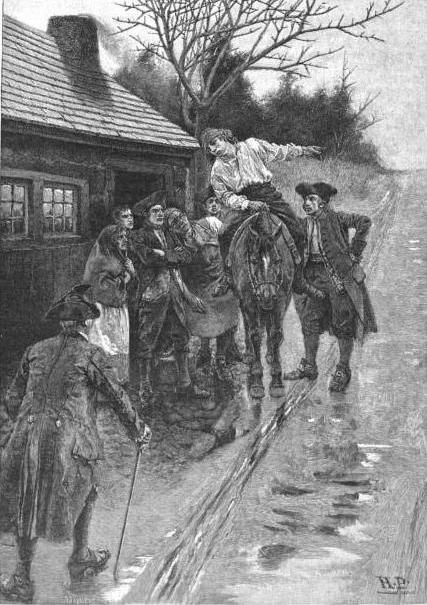
Tranh của Howard Pyle mô tả một người trinh sát đang cảnh báo các cư dân của Knoxville về một lực lượng thù địch người bản địa Mỹ đang đến gần vào năm 1793

Các cư dân của Lãnh thổ Tây Nam ban đầu hoan nghênh sự kiểm soát của chính phủ liên bang vì tin rằng chính phủ liên bang sẽ che chở họ tốt hơn chính quyền Bắc Carolina khỏi sự thù nghịch của người bản địa Mỹ. Tuy nhiên, chính phủ liên bang chỉ tập trung vào các vấn đề tại Lãnh thổ Tây Bắc. Đa số đất đai trong Lãnh thổ Tây Nam đều thuộc người bản địa Mỹ hoặc đã bị tuyên bố chủ quyền bởi những người đầu cơ đất hay dân định cư. Washington đưa ra tuyên bố cấm vi phạm Hiệp định Hopewell (là hiệp định ấn định các ranh giới với người bản địa), và Knox thường tố cáo người định cư là xâm phạm bất hợp pháp đất đai của người bản địa.  Blount bị giằng xé giữa việc xoa dịu nhóm người giận dữ tại biên cương và làm vừa lòng cấp trên của mình trong chính phủ liên bang.
Mùa hè năm 1791, Blount thương lượng Hiệp định Holston với người Cherokee ở nơi về sau trở thành Knoxville. Hiệp định đưa các vùng đất phía nam sông French Broad và phía đông đường phân lưu của sông Little và sông Little Tennessee dưới sự kiểm soát của Hoa Kỳ, và bảo đảm việc sử dụng một con đường đi lại giữa hai địa khu Washington và Mero cũng như sông Tennessee. Năm sau đó, Blount thương thuyết một thỏa ước phân định rõ ràng ranh giới đất với người bản địa Chickasaw, là bộ lạc kiểm soát vùng đất [[Tây Tennessee] ngày nay].
Mặc dù có các thỏa ước nhưng sự xâm lấm của người định cư vào đất đai người bản địa vẫn tiếp tục, khiến tạo ra các cuộc trả đũa chủ yếu từ người bản địa Chickamaugas và Creek. Người Tây Ban Nha, lúc đó đang kiểm soát Florida và có tranh chấp ranh giới phía nam của Hoa Kỳ, đã khuyến khích các bộ lạc bản địa miền nam chống Hoa Kỳ.  Các cuộc tấn công này kéo dài suốt 1792 và 1793 với các khu định cư thuộc Địa khu Mero hứng đòn thù địch. Trạm Ziegler gần Hendersonville ngày nay bị phá hủy, và lực lượng phòng vệ Mero phải huy động để ngăn cản một cuộc tấn công lớn tại Trạm Buchanan gần Nashville. Tuy dân định cư biên cương không còn kiên nhẫn nữa nhưng Bộ trưởng Chiến tranh Hoa Kỳ Henry Knox từ chối cho phép một cuộc xâm chiếm lãnh thổ người bản địa.
Tháng 9 năm 1793, trong lúc Blount vắng mặt để tới Philadelphia, một nhóm đông chiến binh người Cherokee tràn ngập Trạm Cavet ở phía tây Knoxville, và dự tính hành quân đến Knoxville nhưng lực lượng tiến công của họ tan rã vì biến động nội bộ trong số các tù trưởng của họ. Trưởng lãnh thổ vụ là Daniel Smith, quyền thống đốc khi Blount vắng mặt, kêu gọi các dân quân và ra lệnh xâm chiếm lãnh thổ người Cherokee.  Sevier chỉ huy dân quân tại phía nam và phá hủy một số ngôi làng của người Chickamauga.  Tuy Blount ủng hộ quyết định của Smith, nhưng cuộc xâm nhập này làm cho bộ trưởng Knox tức giận. Ông từ chối trả lương cho các dân quân.  Tháng 9 năm 1794, Robertson, với có sự cho phép của bộ trưởng Knox, đã tập hợp một lực lượng kị binh dưới quyền của James Ore phá hủy các thị trấn của người Chickamauga ở Nickajack và Running Water. Robertson từ bỏ chức vụ chuẩn tướng ngay chẳng bao lâu sau đó.
Sự bại trận của các bộ lạc bản địa miền bắc tại Trận Fallen Timbers vào tháng 8 năm 1794, sự tàn phá Nickajack và Running Water, và việc giải quyết các cuộc tranh chấp ranh giới giữa Hoa Kỳ và Tây Ban Nha giúp cho các cuộc tấn công thù địch của người bản địa giảm xuống.  Tháng 11 năm 1794, Blount thương thuyết kết thúc chiến tranh với người Chickamauga tại Tellico Blockhouse, một tiền đồn liên bang ở phía nam Knoxville.

## Trở thành tiểu bang

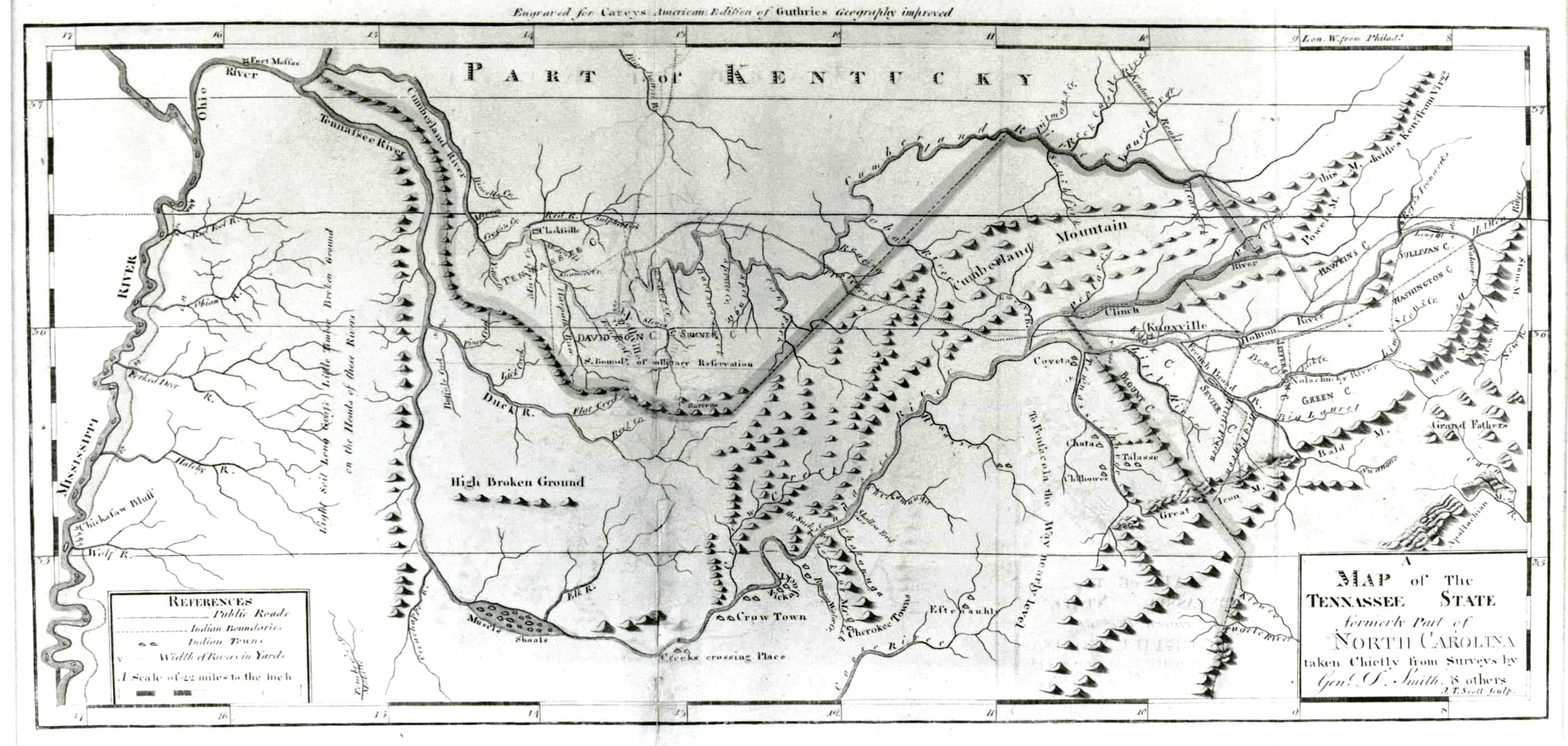
"Bản đồ tiểu bangTennassee" (1796) của trưởng lãnh thổ vu Daniel Smith

Cuộc điều tra dân số vào mùa hè năm 1791 cho thấy dân số lãnh thổ lên đến 35.691.  Có 6.271 người nam da trắng trưởng thành, hơn con số 5.000 cần thiết để lãnh thổ tổ chức một hội đồng lập pháp.  Tuy nhiên Blount chờ đợi cho đến 1793 để kêu gọi bầu cử.  Thành viên hội đồng dân biểu lãnh thổ (hạ viện) được bầu vào tháng 12 năm 1793. Các dân biểu lãnh thổ đề cử 10 cá nhân để được bổ nhiệm vào hội đồng lãnh thổ (thượng viện). Năm trong số là Griffith Rutherford, John Sevier, James Winchester, Stockley Donelson và Parmenas Taylor&mdash được tổng thống Washington bổ nhiệm.  Rutherford được chọn làm chủ tịch hội đồng lãnh thổ.
Hội đồng lập pháp nhóm họp phiên đầu tiên vào ngày 26 tháng 8 năm 1794, và kêu gọi từng bước hành động để trở thành tiểu bang. Hội đồng lập pháp bổ nhiệm James White làm đại biểu tại Quốc hội Hoa Kỳ. Lãnh thổ Tây Nam là một trong số các lãnh thổ đầu tiên của Hoa Kỳ sử dụng quyền lực này.  Một phiên họp đặc biệt của hội đồng lập pháp vào ngày 29 tháng 6 năm 1795 kêu gọi điều tra dân số để xem liệu dân số lãnh thổ có đạt đến ngưởng 60.000 cần thiết để được phép trở thành một tiểu bang của Hoa Kỳ. Cuộc điều tra dân số cho thấy dân số là 77.262 người.
Sau điều tra dân số, lãnh thổ chuyển biến nhanh để thành lập một chính quyền tiểu bang. Tháng 12 năm 1795, các quận bầu các đại biểu cho hội nghị hiến pháp. Đại hội hiến pháp được tổ chức tại Knoxville vào tháng 1 năm 1796, và thảo ra một bản hiến pháp tiểu bang.  Tên gọi "Tennessee" mà từng được sử dụng từ năm 1793 khi trưởng lãnh thổ vụ công bố tài liệu do mình viết "Sơ lược về chính quyền Tennassee" được chọn làm tên mới của tiểu bang.
John Sevier được bầu làm thống đốc. Hội đồng lập pháp đầu tiên của tiểu bang Tennessee nhóm họp vào tháng 3 năm 1796. Blount thông báo với Bộ trưởng Ngoại giao Hoa Kỳ Timothy Pickering rằng chính quyền lãnh thổ đã kết thúc.  Một bản hiến pháp tiểu bang được thống đốc tương lai là Joseph McMinn trao cho bộ trưởng ngoại giao Pickering.  Blount và William Cocke được chọn làm thượng nghị sĩ đại diện cho tiểu bang tại Quốc hội Hoa Kỳ và Andrew Jackson được bầu làm dân biểu Hoa Kỳ. Vì Lãnh thổ Tây Nam là lãnh thổ liên bang đầu tiên xin gia nhập liên bang nên có sự lúng túng trong Quốc hội về cách thức xúc tiến. Tennessee được phép gia nhập liên bang vào ngày 1 tháng 6 năm 1796 và trở thành tiểu bang thứ 16 của Hoa Kỳ.

## Chi tiết đất đai

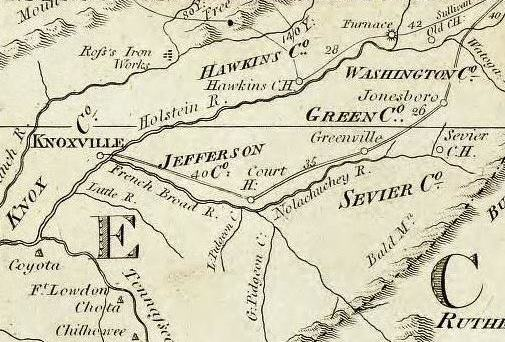
Địa khu Washington trên bản đồ bưu điện năm 1796 của Abraham Bradley, Jr.

Lãnh thổ Tây Nam bao trùm 43.000 dặm vuông Anh (110.000 km2), mà ngày nay là tiểu bang Tennessee, ngoại trừ có một số ít thay đổi nhỏ về ranh giới sau các cuộc khảo sát đất đai về sau đó.  Tuy Kentucky cũng nằm ở phía nam sông Ohio nhưng nó là một phần đất của tiểu bang Virginia khi Lãnh thổ Tây Nam được tổ chức, và nó vẫn như thế cho đến khi trở thành tiểu bang vào năm 1792. Các vùng đất nằm ở phía nam tiểu bang Tennessee hiện thời vẫn từng bị tiểu bang Georgia tuyên bố chủ quyền, hay bị các thế lực thực dân Tây Ban Nha tranh chấp. Phần lớn khu vực đó được tổ chức thành Lãnh thổ Mississippi vào năm 1798.
Khi thành lập năm 1790, hành pháp Lãnh thổ Tây Nam trông coi hai địa khu không kết nối nhau: Địa khu Washington nằm trong đông bắc và Địa khu Mero nằm trong khu vực xung quanh và phía bắc Nashville. Phần đất còn lại của lãnh thổ vẫn nằm trong tay của người bản địa Mỹ. Cherokee là bộ lạc thống trị tại phía đông và Chickasaw kiểm soát phần phía tây của lãnh thổ. Các bộ lạc bản địa quan trọng khác gồm có người Creeks và Choctaw.

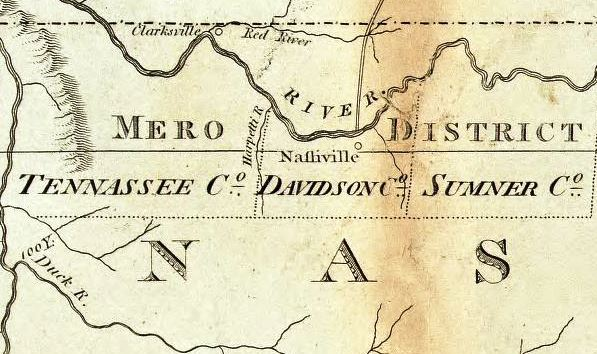
Địa khu Mero trong bản đồ bưu điện năm 1796 của Bradley

Địa khy Washington ban đầu gồm có đất đai phía bắc sông French Broad và đông bắc hợp lưu của sông Clinch và Tennessee (gần Kingston ngày nay).  Hiệp định Holston 1791 đẩy ranh giới về phía nam sông French Broad và về phía đông nam đến nơi phân lưu của hai con sông Little và sông Little Tennessee (hiện nay nằm trong miền nam Quận Blount). Địa khu Washington ban đầu gồm có các quận Washington, Sullivan, Greene và Hawkins. Quận Knox và Jefferson do thống đốc Blount thành lập năm 1792.  Năm 1793, Blount tổ chức hai quận mới này thành một địa khu riêng biệt, gọi là "Địa khu Hamilton."  Quận Blount và Sevier được đưa vào địa khu mới này trong thời chính quyền lãnh thổ.
Địa khu Mero gồm có đất đai xung quanh Nashville và dọc theo sông Cumberland, lên phía bắc đến ranh giới tiểu bang Kentucky ngày nay.  Địa khu có ba quận— Davidson, Sumner và Tennessee.  Địa khu Mero và Địa khu Washington được kết nối nhau bằng một con lộ đi qua các vùng đất của người bản địa Mỹ.
Dân số Lãnh thổ Tây Nam vào năm 1791 là 35.691,  gồm có 3.417 nô lệ và 361 người da màu tự do.  Dân số của Địa khu Washington là 28.649 trong khi đó dân số của Địa khu Mero là 7.042.  Cuộc điều tra dân số lãnh thổ năm 1795 cho thấy tổng dân số là 77.262 người trong đó có 10.613 nô lệ và 973 người da màu tự do.  Dân số của Địa khu Washington và Địa khu Hamilton là 65.338, và của Mero là 11.924.